# Błagotworitielnoje Obszczestwo Izdanija Obszczepoleznych i Deszewych Knig
Błagotworitielnoje Obszczestwo Izdanija Obszczepoleznych i Deszewych Knig (ros. Благотвори́тельное о́бщество изда́ния общеполе́зных и дешёвых книг, Dobroczynne towarzystwo wydawnicze ogólnie pożytecznych i tanich książek) – towarzystwo założone w 1898 w Petersburgu przez miejscowych działaczy ukraińskich z admirałem Michaiłem Federowskim na czele.
Do organizacji należało również wielu świadomych Ukraińców z innych części Imperium Rosyjskiego.
Nakładem Towarzystwa ukazało się w języku ukraińskim w milionowym nakładzie około 80. broszur dotyczących rolnictwa, higieny, historii literatury. W 1906 wydano tutaj również pierwsze pełne wydanie Kobzara Tarasa Szewczenki w opracowaniu Wasyla Domanyckiego.
Towarzystwo zabiegało również u władz o zniesienie ograniczeń w używaniu języka ukraińskiego (cyrkularz wałujewski, ukaz emski).